# Levarchama
Levarchama is een geslacht van vlinders van de familie dwergmineermotten (Nepticulidae), uit de onderfamilie Nepticulinae.

## Soorten
- L. eurema (Tutt, 1899)
- L. ortneri (Klimesch, 1951)